# Family Circle Cup 1989
Il Family Circle Cup 1989 è stato un torneo di tennis giocato sulla terra verde.
È stata la 17ª edizione del Family Circle Cup, che fa parte della categoria Tier II nell'ambito del WTA Tour 1989.
Si è giocato al Sea Pines Plantation di Hilton Head Island negli Stati Uniti dal 3 al 9 aprile 1989.

## Campionesse

### Singolare
Steffi Graf ha battuto in finale  Nataša Zvereva con il punteggio di 6–1, 6–1

### Doppio
Hana Mandlíková /  Martina Navrátilová hanno battuto in finale  Mary Lou Daniels /  Wendy White con il punteggio di 6–4, 6–1